# Champagné-Saint-Hilaire
Champagné-Saint-Hilaire – miejscowość i gmina we Francji, w regionie Nowa Akwitania, w departamencie Vienne.
Według danych na rok 1990 gminę zamieszkiwało 855 osób, a gęstość zaludnienia wynosiła 18 osób/km² (wśród 1467 gmin regionu Poitou-Charentes Champagné-Saint-Hilaire plasuje się na 360. miejscu pod względem liczby ludności, natomiast pod względem powierzchni na miejscu 41.).